# Domitila Ulloa
Domitila Ulloa, també coneguda com a Domitila Ulloa de Delfín, fou una professora i activista feminista xilena, destacada per la seva tasca a favor dels drets de les dones i el vot femení a Xile.
L'11 de maig de 1931 (o 1935) fundà el Moviment Pro-Emancipació de les Dones de Xile (MEMCh), juntament amb les activistes Elena Caffarena, Felisa Vergara, Eulogia Román, Marta Vergara, María Ramírez, Gabriela Mandujano i Olga Poblete.